# Lothar Schrott
Lothar Schrott (* 21. Januar 1962 in Ulm) ist ein deutscher Geograph und Geologe.

## Leben und Wirken
Schrott studierte von 1983 bis 1989 Geographie, Sportwissenschaften und Geologie an der Universität Tübingen und an der Universität Heidelberg. Er war von 2004 bis 2006 Professor für Physische Geographie an der Universität Wien und von 2006 bis 2013 an der Universität Salzburg. Seit Oktober 2013 ist er Professor für Physische Geographie (Geomorphologie und Umweltsysteme) an der Universität Bonn. Seine Forschungsschwerpunkte sind geomorphologische Prozesse in Gebirgsräumen (Europäische Alpen, Rocky Mountains, Anden, deutsches Mittelgebirge) und Naturgefahren. Schrott ist verheiratet und hat zwei Kinder.

## Veröffentlichungen (Auswahl)
- Die Solarstrahlung als steuernder Faktor im Geosystem der subtropischen semiariden Hochanden (Agua Negra, San Juan, Argentinien). Heidelberger Geographische Arbeiten, Heft 94 (1994).